# Spurklasseoperator
Die Spurklasse-Operatoren werden in der mathematischen Disziplin der Funktionalanalysis untersucht. Sie bilden eine wichtige Klasse von linearen Operatoren auf unendlichdimensionalen Räumen. Bei ihnen bleiben im Gegensatz zu allgemeinen Operatoren einige Eigenschaften aus dem endlichdimensionalen Fall erhalten, das betrifft insbesondere ihre Darstellung als Summe eindimensionaler Operatoren.
In wichtigen Fällen überträgt sich der aus der linearen Algebra bekannte Begriff der Spur auf diese Operatoren, was zu ihrem Namen geführt hat. In der Quantenmechanik treten die Spurklasseoperatoren als Dichtematrix auf.
Alexander Grothendieck stieß bei seiner Untersuchung des Satzes vom Kern aus der Distributionentheorie ebenfalls auf Operatoren der hier behandelten Art und nannte sie nukleare Operatoren (lat. nucleus = Kern). Dies führte dann zum Begriff des nuklearen Raums.
Die Terminologie ist nicht einheitlich, manche Autoren definieren Spurklasse-Operatoren nur auf Hilberträumen und nukleare Operatoren auf Banach-Räumen. Dieser Artikel behandelt die nuklearen Operatoren zunächst auf Hilberträumen, dann allgemeiner auf Banachräumen und schließlich auf lokalkonvexen Räumen.

## Motivation
Sei {\displaystyle E} ein Vektorraum über dem Körper der reellen oder komplexen Zahlen. Ein eindimensionaler Operator {\displaystyle A:E\rightarrow E} ist ein Operator der Form {\displaystyle A(x):=f(x)\cdot y} mit {\displaystyle y\in E} und {\displaystyle f\in E'}, wobei {\displaystyle E'} den Dualraum von {\displaystyle E} bezeichnet. In der linearen Algebra, d. h. im Fall {\displaystyle E={\mathbb {K} }^{n}}, kann jede lineare Abbildung {\displaystyle A:E\rightarrow E} als Matrix {\displaystyle (a_{i,j})_{i,j}} bzgl. einer Basis {\displaystyle e_{1},\ldots e_{n}} dargestellt werden.
Für {\displaystyle x\in {\mathbb {K} }^{n}} gilt dann
{\displaystyle Ax=(a_{i,j})_{i,j}\cdot {\begin{pmatrix}x_{1}\\\vdots \\x_{n}\end{pmatrix}}=\sum _{i=1}^{n}(a_{i,1},\ldots ,a_{i,n})\cdot {\begin{pmatrix}x_{1}\\\vdots \\x_{n}\end{pmatrix}}\cdot e_{i}}.
{\displaystyle A} ist also eine Summe eindimensionaler Operatoren. Um das auf unendlichdimensionale Räume übertragen zu können, muss man unendliche Summen eindimensionaler Operatoren bilden und daher Vorkehrungen für deren Konvergenz treffen. Das führt zu folgender Definition:

## Definition
Seien {\displaystyle E} und {\displaystyle F} zwei normierte Vektorräume. Ein Operator {\displaystyle A:E\rightarrow F} heißt nuklear, falls es Folgen {\displaystyle (a_{n})_{n}} in {\displaystyle F} und {\displaystyle (f_{n})_{n}} in {\displaystyle E\,'} gibt mit
{\displaystyle \sum _{n=1}^{\infty }\|a_{n}\|\cdot \|f_{n}\|<\infty }
und
{\displaystyle A(x)=\sum _{n=1}^{\infty }f_{n}(x)a_{n}}
für alle {\displaystyle x\in E}. Eine solche Formel für {\displaystyle A} heißt eine nukleare Darstellung von {\displaystyle A}. Diese ist jedoch nicht eindeutig.
Die nukleare Norm oder Spurnorm eines nuklearen Operators ist definiert als
{\displaystyle \|A\|_{1}=\inf \sum _{n=1}^{\infty }\|a_{n}\|\|f_{n}\|,}
wobei das Infimum über die Folgen {\displaystyle (a_{n})_{n}} in {\displaystyle F} und {\displaystyle (f_{n})_{n}} in {\displaystyle E\,'} gebildet wird, welche eine nukleare Darstellung von {\displaystyle A} ergeben.

## Beispiele
- Sei {\displaystyle (a_{n})_{n}\in \ell ^{1}} und sei {\displaystyle A\colon \ell ^{p}\rightarrow \ell ^{p}} definiert durch {\displaystyle (x_{n})_{n}\mapsto (a_{n}x_{n})_{n}}. Dann ist {\displaystyle A} nuklear mit {\displaystyle \|A\|_{1}\leq \sum _{n}|a_{n}|}. Im Hilbertraumfall {\displaystyle p=2} gilt Gleichheit.
- Sei {\displaystyle k\colon [0,1]\times [0,1]\rightarrow {\mathbb {C} }} stetig, {\displaystyle A\colon L^{\infty }[0,1]\rightarrow L^{\infty }[0,1]} sei definiert durch {\displaystyle (Af)(t):=\int _{0}^{1}k(t,s)f(s)\mathrm {d} s}. Dann ist {\displaystyle A} nuklear mit {\displaystyle \|A\|_{1}\leq \int _{0}^{1}\sup _{t}|k(t,s)|\mathrm {d} s}.
- Sei {\displaystyle A\colon \ell ^{2}\rightarrow \ell ^{2}} definiert durch {\displaystyle (x_{n})_{n}\mapsto ({\tfrac {1}{n}}x_{n})_{n}}. Dann ist {\displaystyle A} ein kompakter Operator, der nicht nuklear ist.

## Einfache Eigenschaften
Sei {\displaystyle N(E,F)} die Menge aller nuklearen Operatoren {\displaystyle E\to F}. Ist {\displaystyle F} vollständig, so ist {\displaystyle N(E,F)} mit der nuklearen Norm ein Banachraum. Die Operatoren {\displaystyle E\to F} mit endlichdimensionalem Bild liegen dicht in {\displaystyle N(E,F)} und jeder nukleare Operator ist kompakt.
Die nuklearen Operatoren haben die sogenannte Ideal-Eigenschaft: Seien {\displaystyle E,\,F,\,G} und {\displaystyle H} normierte Räume,  {\displaystyle A\colon E\to F} sei nuklear und {\displaystyle B\colon G\to E} sowie  {\displaystyle C\colon F\to H} seien stetige lineare Operatoren. Dann ist auch  {\displaystyle CAB\colon G\to H} nuklear und es ist  {\displaystyle \|CAB\|_{1}\leq \|C\|\|A\|_{1}\|B\|}, wobei {\displaystyle \|\cdot \|} die Operatornorm sei. Es gilt stets {\displaystyle \|\cdot \|\leq \|\cdot \|_{1}}
Speziell ist  {\displaystyle N(E):=N(E,E)} ein Ideal in der Algebra {\displaystyle B(E)} der stetigen linearen Operatoren auf {\displaystyle E}, und {\displaystyle N(E)} mit der nuklearen Norm ist eine Banachalgebra, wenn {\displaystyle E} ein Banachraum ist.

## Nukleare Operatoren auf Hilberträumen
Im Hilbertraum {\displaystyle E=F=H} sind die Verhältnisse einfacher. In diesen Räumen sind die nuklearen Operatoren 1946 erstmals durch Robert Schatten und John von Neumann untersucht worden.
Jedes {\displaystyle f_{n}\in H'} ist nach dem Satz von Fréchet-Riesz von der Form {\displaystyle f_{n}(x)=\langle x,y_{n}\rangle } mit einem {\displaystyle y_{n}\in H}. Eine nukleare Darstellung eines Operators {\displaystyle A\colon H\rightarrow H} hat daher die Gestalt
{\displaystyle A(x)=\sum _{n=1}^{\infty }\langle x,y_{n}\rangle x_{n}}
mit {\displaystyle x_{n},y_{n}\in H} und
{\displaystyle \sum _{n=1}^{\infty }\|x_{n}\|\|y_{n}\|<\infty .}
Ist {\displaystyle (e_{m})_{m}} eine beliebige Orthonormalbasis von {\displaystyle H}, so konvergiert für jedes {\displaystyle A\in N(H)}
{\displaystyle \sum _{m}\langle Ae_{m},e_{m}\rangle =\sum _{n}\langle x_{n},y_{n}\rangle },
wobei die linke Summe als Limes des Netzes aller endlichen Teilsummen in {\displaystyle \mathbb {C} } zu lesen ist (d. h. als unbedingte Konvergenz). Diese Zahl ist daher unabhängig von der Wahl der Orthonormalbasis und auch unabhängig von der Wahl der nuklearen Darstellung, sie wird die Spur von {\displaystyle A} genannt und mit {\displaystyle \operatorname {Sp} (A)} bezeichnet. Wegen des englischen Wortes trace für Spur findet man auch häufig die Bezeichnung {\displaystyle \operatorname {tr} (A)}.
Ist {\displaystyle A\in N(H)} selbstadjungiert und ist {\displaystyle (\lambda _{n})_{n}} die Folge der mit Vielfachheiten gezählten Eigenwerte von {\displaystyle A}, so gilt {\displaystyle \textstyle \|A\|_{1}=\sum _{n}|\lambda _{n}|} und {\displaystyle \textstyle \operatorname {Sp} (A)=\sum _{n}\lambda _{n}}. Für allgemeines {\displaystyle A\in N(H)} ist die Eigenwertfolge {\displaystyle (\lambda _{n})_{n}} absolut summierbar und es ist
{\displaystyle \textstyle \sum _{n}|\lambda _{n}|\leq \|A\|_{1}}.
Als weitere Charakterisierung kann man zeigen, dass ein Operator {\displaystyle A\in B(H)} genau dann nuklear ist, wenn er das Produkt zweier Hilbert-Schmidt-Operatoren ist.
{\displaystyle N(H)} spielt eine zentrale Rolle in der Dualitätstheorie von Operatoralgebren. Es bezeichne {\displaystyle K(H)} die Algebra der kompakten linearen Operatoren auf {\displaystyle H}. Jedes {\displaystyle A\in N(H)} definiert durch {\displaystyle \phi _{A}(T):=\operatorname {Sp} (AT)} ein stetiges lineares Funktional auf {\displaystyle K(H)}. Man kann zeigen, dass {\displaystyle N(H)\rightarrow K(H)'}, {\displaystyle A\mapsto \phi _{A}} ein isometrischer Isomorphismus ist, wobei {\displaystyle N(H)} mit der nuklearen Norm und {\displaystyle K(H)} mit der Operatornorm versehen sei. In diesem Sinne gilt also {\displaystyle K(H)'\cong N(H)}.
Genauso definiert jedes {\displaystyle T\in B(H)} durch die Formel {\displaystyle \psi _{T}(A):=\operatorname {Sp} (AT)} ein stetiges lineares Funktional auf {\displaystyle N(H)} und man kann wieder zeigen, dass {\displaystyle B(H)\rightarrow N(H)'}, {\displaystyle T\mapsto \psi _{T}} ein isometrischer Isomorphismus ist, wenn man {\displaystyle N(H)} mit der nuklearen Norm und {\displaystyle B(H)} mit der Operatornorm versieht. In diesem Sinne gilt also {\displaystyle N(H)'\cong B(H)}.
Insbesondere ist also {\displaystyle K(H)''\cong B(H)}, das heißt, die Räume {\displaystyle K(H)}, {\displaystyle N(H)} und {\displaystyle B(H)} sind bei unendlichdimensionalem Hilbertraum nicht reflexiv.

## Eine Analogie zu Folgenräumen
Die folgende Aufstellung enthält eine Analogie zwischen Folgenräumen komplexer Zahlen und Operatoralgebren auf einem Hilbertraum.
Im Sinne dieser Analogie kann man die nuklearen Operatoren als eine nicht-kommutative Version der {\displaystyle \ell ^{1}}-Folgen betrachten, sie ist zumindest eine Merkhilfe.
| Folgenraum | Operatoralgebra                                                                                                   |
| --- | --- |
| {\displaystyle c_{00}} = Raum der endlichen Folgen | {\displaystyle F(H)} = Algebra der Operatoren endlichen Ranges                                                    |
| {\displaystyle c_{0}} = Raum der Nullfolgen | {\displaystyle K(H)} = Algebra der kompakten Operatoren                                                           |
| {\displaystyle \ell ^{1}} = Raum der absolut summierbaren Folgen                                                                                               | {\displaystyle N(H)} = Algebra der nuklearen Operatoren                                                           |
| {\displaystyle \ell ^{2}} = Raum der quadratisch summierbaren Folgen                                                                                           | {\displaystyle HS(H)} = Algebra der Hilbert-Schmidt-Operatoren                                                    |
| {\displaystyle \ell ^{p}} = Raum der {\displaystyle p}-fach summierbaren Folgen, {\displaystyle 1<p<\infty }                                                   | {\displaystyle {\mathcal {S}}_{p}(H)} = {\displaystyle p}-Schatten-Klasse                                         |
| {\displaystyle \ell ^{\infty }} = Raum der beschränkten Folgen                                                                                                 | {\displaystyle B(H)} = Algebra aller beschränkten Operatoren                                                      |
| {\displaystyle c_{00}\subset \ell ^{1}\subset c_{0}\subset \ell ^{\infty }}                                                                                    | {\displaystyle F(H)\subset N(H)\subset K(H)\subset B(H)}                                                          |
| {\displaystyle c_{00}} liegt dicht in {\displaystyle c_{0}} bzgl. der Supremumsnorm {\displaystyle \\|\cdot \\|_{\infty }}.                                    | {\displaystyle F(H)} liegt dicht in {\displaystyle K(H)} bzgl. der Operatornorm.                                  |
| {\displaystyle c_{00}} liegt dicht in {\displaystyle \ell ^{1}} bzgl. der Norm {\displaystyle \\|\cdot \\|_{1}}.                                               | {\displaystyle F(H)} liegt dicht in {\displaystyle N(H)} bzgl. der nuklearen Norm.                                |
| {\displaystyle \ell ^{1}} liegt dicht in {\displaystyle c_{0}} bzgl. der Supremumsnorm.                                                                        | {\displaystyle N(H)} liegt dicht in {\displaystyle K(H)} bzgl. der Operatornorm.                                  |
| {\displaystyle c_{00}} ist ein Ideal in {\displaystyle c_{0}}, {\displaystyle \ell ^{1}} und in {\displaystyle \ell ^{\infty }}.                               | {\displaystyle F(H)} ist ein Ideal in {\displaystyle K(H)}, {\displaystyle N(H)} und in {\displaystyle B(H)}.     |
| {\displaystyle \ell ^{1}} ist ein Ideal in {\displaystyle c_{0}} und in {\displaystyle \ell ^{\infty }}.                                                       | {\displaystyle N(H)} ist ein Ideal in {\displaystyle K(H)} und in {\displaystyle B(H)}.                           |
| {\displaystyle c_{0}} ist ein Ideal in {\displaystyle \ell ^{\infty }}.                                                                                        | {\displaystyle K(H)} ist ein Ideal in {\displaystyle B(H)}.                                                       |
| {\displaystyle (a_{n})_{n}\mapsto \sum _{n=1}^{\infty }a_{n}} ist ein stetiges linearen Funktional auf {\displaystyle \ell ^{1}}.                              | Die Spur ist ein stetiges lineares Funktional auf {\displaystyle N(H)}.                                           |
| {\displaystyle (c_{0},\\|\cdot \\|_{\infty })'\cong (\ell ^{1},\\|\cdot \\|_{1})}.                                                                             | {\displaystyle (K(H),\\|\cdot \\|)'\cong (N(H),\\|\cdot \\|_{1})}.                                                |
| {\displaystyle (\ell ^{1},\\|\cdot \\|_{1})'\cong (\ell ^{\infty },\\|\cdot \\|_{\infty })}.                                                                   | {\displaystyle (N(H),\\|\cdot \\|_{1})'\cong (B(H),\\|\cdot \\|)}.                                                |
| Eine Folge aus {\displaystyle \ell ^{\infty }} ist genau dann aus {\displaystyle \ell ^{1}}, wenn sie das Produkt zweier {\displaystyle \ell ^{2}}-Folgen ist. | Ein stetiger linearer Operator ist genau dann nuklear, wenn er das Produkt zweier Hilbert-Schmidt-Operatoren ist. |

## Nukleare Operatoren auf Banachräumen
Die Untersuchung nuklearer Operatoren auf Banachräumen begann 1951 mit einer Arbeit von A. F. Ruston.
Wegen der hier fehlenden Orthonormalbasen sind die Verhältnisse nicht so einfach wie im Hilbertraum-Fall, zudem sind deutlich andere Methoden erforderlich.
Während im Hilbertraum-Fall die Eigenwertfolge eines nuklearen Operators nach obigen Ausführungen absolut summierbar ist, kann man im Banachraum-Fall nur folgende schwächere Aussage beweisen:
Ist {\displaystyle E} ein Banachraum und ist {\displaystyle (\lambda _{n})_{n}} die Eigenwertfolge eines nuklearen Operators {\displaystyle A\in N(E)}, so gilt {\displaystyle (\lambda _{n})_{n}\in \ell ^{2}} und {\displaystyle \|(\lambda _{n})_{n}\|_{2}\leq \|A\|_{1}}.
Dieses Ergebnis kann man nicht verbessern; R. J. Kaiser und James Ronald Retherford haben zu vorgegebener {\displaystyle \ell ^{2}}-Folge einen nuklearen Operator aus {\displaystyle N(\ell ^{1}\oplus \ell ^{\infty })} mit dieser Eigenwertfolge angegeben. Nach einem Satz von Johnson, König, Maurray und Retherford ist ein Banachraum genau dann isomorph zu einem Hilbertraum, wenn die Eigenwertfolge eines jeden nuklearen Operators aus {\displaystyle \ell ^{1}} ist.
Die Spur eines nuklearen Operators lässt sich nicht für alle Banachräume definieren. Ist eine nukleare Darstellung {\displaystyle \textstyle A(x)=\sum _{n=1}^{\infty }f_{n}(x)x_{n}} eines Operator aus {\displaystyle A\in N(E)} gegeben, so legt der Hilbertraum-Fall die Definition {\displaystyle \textstyle \operatorname {Sp} (A)=\sum _{n=1}^{\infty }f_{n}(x_{n})} nahe. Diese Zahl erweist sich genau dann als wohldefiniert, das heißt als unabhängig von der gewählten nuklearen Darstellung, wenn der Banachraum die Approximationseigenschaft hat.
Die im Hilbertraum-Fall vorliegende Dualität verallgemeinert sich wie folgt auf Banachräume {\displaystyle E} mit Approximationseigenschaft. Jedes {\displaystyle T\in B(E,E'')} definiert ein stetiges lineares Funktional {\displaystyle \psi _{T}} auf {\displaystyle N(E)} mittels {\displaystyle \textstyle \psi _{T}(A)=\sum _{n=1}^{\infty }(T(x_{n}))(f_{n})}, worin {\displaystyle \textstyle A(x)=\sum _{n=1}^{\infty }f_{n}(x)x_{n}} eine nukleare Darstellung von {\displaystyle A} ist. Die Approximationseigenschaft sichert die Wohldefiniertheit, d. h. die Unabhängigkeit von der Wahl der nuklearen Darstellung. Man kann zeigen, dass {\displaystyle B(E,E'')\rightarrow N(E)'}, {\displaystyle T\mapsto \psi _{T}} ein isometrischer Isomorphismus ist, wenn man {\displaystyle N(E)} mit der nuklearen Norm und {\displaystyle B(E,E'')} mit der Operatornorm versieht. In diesem Sinne ist {\displaystyle N(E)'\cong B(E,E'')}. Ist daher {\displaystyle E} zusätzlich reflexiv, so hat man {\displaystyle N(E)'\cong B(E)} wie im Hilbertraum-Fall.

## Nukleare Operatoren auf lokalkonvexen Räumen
Alexander Grothendieck hat 1951 mit der Untersuchung nuklearer Operatoren zwischen lokalkonvexen Räumen begonnen.
Da man auf lokalkonvexen Räumen keine Norm zur Verfügung hat, muss die Definition wie folgt formuliert werden: Ein linearer Operator {\displaystyle A:E\rightarrow F} heißt nuklear, falls es eine Darstellung der Art
{\displaystyle A(x)=\sum _{n=1}^{\infty }\lambda _{n}f_{n}(x)y_{n}}
gibt, wobei
- {\displaystyle (\lambda _{n})_{n}\in \ell ^{1}},
- {\displaystyle (f_{n})_{n}} eine gleichstetige Folge im starken Dualraum {\displaystyle E'} ist (d. h., es gibt eine stetige Halbnorm {\displaystyle p} auf {\displaystyle E} mit {\displaystyle |f_{n}(x)|\leq p(x)} für alle {\displaystyle x\in E}),
- {\displaystyle (y_{n})_{n}} eine beschränkte Folge in {\displaystyle F} ist.

Da die geforderte Gleichstetigkeit im Banachraum-Fall der Beschränktheit gleichkommt, führt die hier gegebene Definition im Banachraum-Fall auf denselben Begriff des nuklearen Operators, wie er oben definiert wurde.
Die Ideal-Eigenschaft verallgemeinert sich auf lokalkonvexe Räume: Ist {\displaystyle A\colon E\rightarrow F} nuklear und sind {\displaystyle B\colon G\rightarrow E} und {\displaystyle C\colon F\rightarrow H} stetige, lineare Operatoren zwischen lokalkonvexen Räumen, so ist auch {\displaystyle CAB\colon G\rightarrow H} nuklear. Nukleare Operatoren {\displaystyle A\colon E\rightarrow F} sind stetig und, falls {\displaystyle F} vollständig ist, sogar kompakt.
Man kann zeigen, dass es zu jedem nuklearen Operator {\displaystyle A\colon E\rightarrow F} einen weiteren nuklearen Operator {\displaystyle {\tilde {A}}\colon G\rightarrow H} zwischen normierten Räumen und stetige lineare Operatoren {\displaystyle B\colon E\rightarrow G}, {\displaystyle C\colon H\rightarrow F} gibt mit {\displaystyle A=C{\tilde {A}}B}. Damit kann man das Studium der nuklearen Operatoren zwischen lokalkonvexen Räumen auf den normierten Fall zurückführen.
In der lokalkonvexen Theorie spielen die nuklearen Operatoren eine wichtige Rolle im Zusammenhang mit nuklearen Räumen.

## Anwendung in der statistischen Physik
Das physikalische Gebiet der Statistischen Physik beruht auf der zentralen Annahme, dass die Spur jeder mit der Exponentialfunktion des sog. Hamilton-Operators (Energieoperator) {\displaystyle {\mathcal {H}}} bei der Temperatur {\displaystyle T} gewichteten Messgröße (Observable) {\displaystyle {\hat {A}}} der Quantenstatistik existiert, und zwar obwohl der Hamiltonoperator selbst keineswegs zur Spurklasse gehört und in der Regel auch für den (nur selbstadjungierten!) Operator {\displaystyle {\hat {A}}} dasselbe zutrifft. Für den thermischen Erwartungswert {\displaystyle \langle {\hat {A}}\rangle _{T}} der betrachteten Messgröße gilt trotzdem aufgrund dieser Annahme die Beziehung
{\displaystyle \langle {\hat {A}}\rangle _{T}=\operatorname {Sp} \{e^{-{\frac {\mathcal {H}}{T}}}\,{\hat {A}}\}}.

Anders gesagt: Die eingeklammerten Ausdrücke befassen sich i. W. mit nuklearen Räumen und den darin definierten Operatoren bzw. Messgrößen.

## Schur-Basis in einem Hilbert-Raum
Sei {\displaystyle {\mathcal {S}}_{p}:=\{A:\operatorname {Sp} (|A|^{p})<\infty \}} und {\displaystyle N(A)} die Anzahl der nichttrivialen Eigenwerte von {\displaystyle A}, also {\displaystyle N(A):=\vert \{n:\lambda _{n}(A)\neq 0\}\vert }. Sei nun {\displaystyle A\in {\mathcal {S}}_{\infty }}, dann nennen manche Autoren (z. B. Barry Simon) die orthonormale Menge {\displaystyle \{\eta _{n}\}_{n=1}^{N(A)}} mit
{\displaystyle \lambda _{n}(A)=\langle \eta _{n},A\eta _{n}\rangle }
Schur-Basis.